# Fränninge socken
Fränninge socken i Skåne ingick i Färs härad, ingår sedan 1974 i Sjöbo kommun och motsvarar från 2016 Fränninge distrikt.
Socknens areal är 57,66 kvadratkilometer varav 57,42 land. År 2000 fanns här 953 invånare.  Kyrkbyn Fränninge med sockenkyrkan Fränninge kyrka ligger i socknen. 

## Administrativ historik
Socknen har medeltida ursprung. 
Vid kommunreformen 1862 övergick socknens ansvar för de kyrkliga frågorna till Fränninge församling och för de borgerliga frågorna bildades Fränninge landskommun. Landskommunen uppgick 1952 i Vollsjö landskommun som uppgick 1974 i Sjöbo kommun. Församlingen uppgick 2002 i Fränninge-Vollsjö församling som 2010 uppgick i en återbildad Vollsjö församling.
1 januari 2016 inrättades distriktet Fränninge, med samma omfattning som församlingen hade 1999/2000.  
Socknen har tillhört län, fögderier, tingslag och domsagor enligt vad som beskrivs i artikeln Färs härad.

## Geografi
Fränninge socken ligger sydost om Hörby kring Vollsjöån med Linderödsåsen i norr. Socknen är en kuperad odlingsbygd med lövskog i norr.
I socknen ligger byarna Fränninge, Vallarum, Bjälkhult, Hårderup, Pus, Brostorp, Molleröd, Skumparp, Starrarp och Hovdahus.

## Fornlämningar
Från stenåldern är lösfynd och en ett tiotal boplatser funna. 

## Namnet
Namnet skrevs 1291 Franninge och kommer från kyrkbyn. Efterleden innehåller inbyggarbeteckningen inge sannolikt bildat till ett äldre namn på Vollsjöån, Fran(a) , 'den glänsande'.